# 查尔斯·P·弗里曼
查尔斯·P·弗里曼（英語：Charles P. Freeman，1947年—）是一位英国历史学家，专攻古希腊古罗马历史，主要作品有《埃及、希腊与罗马：古代地中海文明》（Egypt, Greece, & Rome Civilizations of the Ancient Mediterranean）、《寻找古希腊》（Investigate and Understand the Ancient Greeks）、《西方思想的关闭：信仰的兴起与理性的衰落》（The Closing of the Western Mind: The Rise of Faith and the Fall of Reason）等。